# 깃

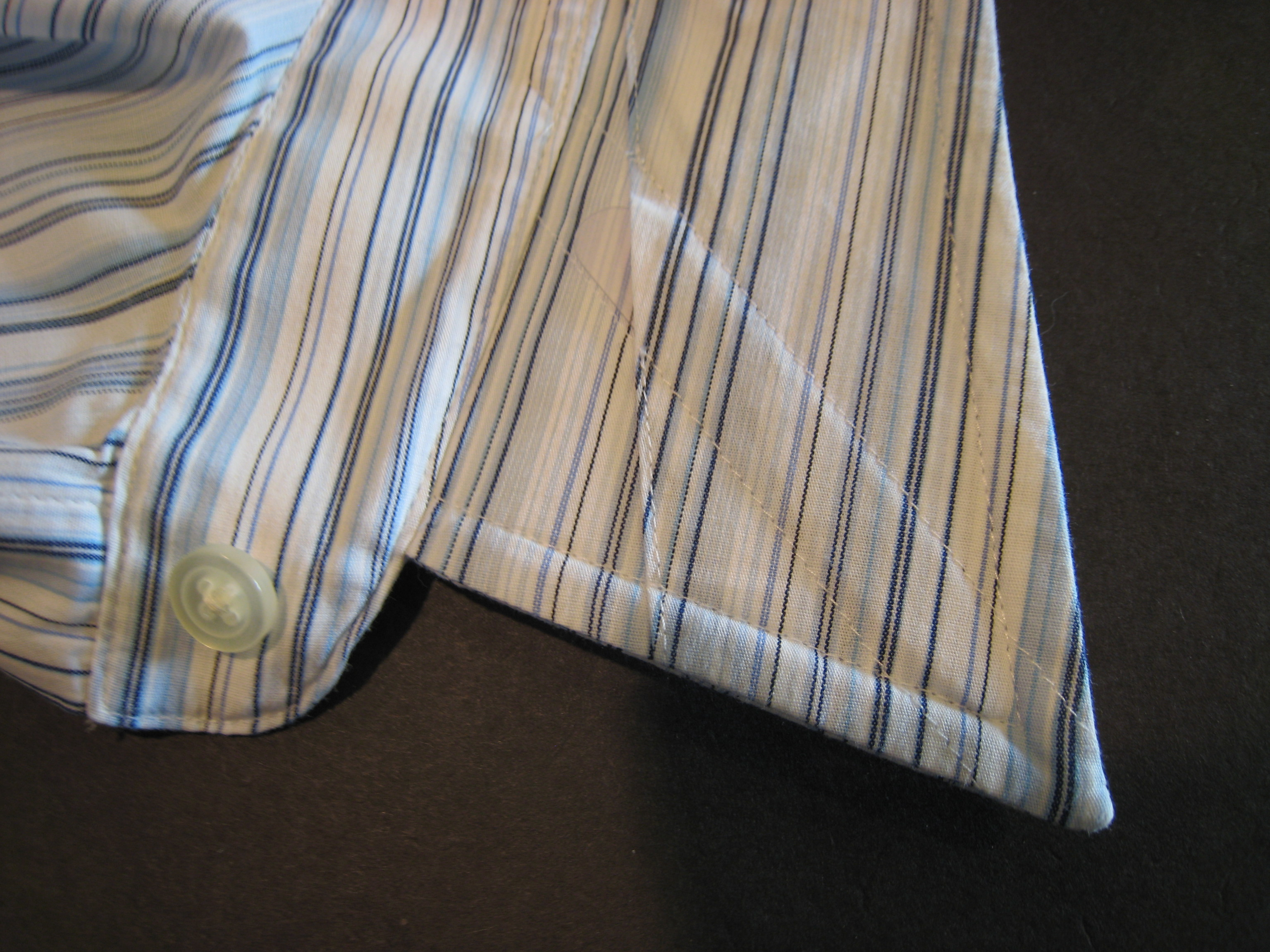
깃

깃은 옷에서 목을 둘러싼 곳에 붙여져있는 부분이다. 영어로는 Collar이기 때문에 칼라 또는 카라라고도 한다.

## 용어
옥스포드 영어사전에 따르면 깃의 현대적 의미의 영어 낱말 칼라(collar)는 칼라가 목을 보호하는 갑옷 역할을 하였던 1300년 경으로 거슬러 올라간다.

## 같이 보기
- 성직칼라